# ノースダコタ州選出のアメリカ合衆国上院議員
ノースダコタ州は1889年11月2日に連邦に加わった。同州の上院議員は第1部と第3部に属する。現職のノースダコタ州選出の上院議員はジョン・ホーヴェンとケビン・クレイマーである。

## 上院議員一覧
| 第1部 第1部の上院議員は西暦年を6で除算したときの剰余が1と等しい年が任期末である。最近では2006年, 2012年, 2018年, 2024年に改選されている。次の選挙は2030年を予定している。 | 第1部 第1部の上院議員は西暦年を6で除算したときの剰余が1と等しい年が任期末である。最近では2006年, 2012年, 2018年, 2024年に改選されている。次の選挙は2030年を予定している。 | 第1部 第1部の上院議員は西暦年を6で除算したときの剰余が1と等しい年が任期末である。最近では2006年, 2012年, 2018年, 2024年に改選されている。次の選挙は2030年を予定している。 | 第1部 第1部の上院議員は西暦年を6で除算したときの剰余が1と等しい年が任期末である。最近では2006年, 2012年, 2018年, 2024年に改選されている。次の選挙は2030年を予定している。 | 第1部 第1部の上院議員は西暦年を6で除算したときの剰余が1と等しい年が任期末である。最近では2006年, 2012年, 2018年, 2024年に改選されている。次の選挙は2030年を予定している。 | 第1部 第1部の上院議員は西暦年を6で除算したときの剰余が1と等しい年が任期末である。最近では2006年, 2012年, 2018年, 2024年に改選されている。次の選挙は2030年を予定している。 | 議会                                                                               | 第3部 第3部の上院議員は西暦年を6で除算したときの剰余が5と等しい年が任期末である。最近では2004年, 2010年, 2016年, 2022年に改選されている。次の選挙は2028年を予定している。 | 第3部 第3部の上院議員は西暦年を6で除算したときの剰余が5と等しい年が任期末である。最近では2004年, 2010年, 2016年, 2022年に改選されている。次の選挙は2028年を予定している。 | 第3部 第3部の上院議員は西暦年を6で除算したときの剰余が5と等しい年が任期末である。最近では2004年, 2010年, 2016年, 2022年に改選されている。次の選挙は2028年を予定している。 | 第3部 第3部の上院議員は西暦年を6で除算したときの剰余が5と等しい年が任期末である。最近では2004年, 2010年, 2016年, 2022年に改選されている。次の選挙は2028年を予定している。 | 第3部 第3部の上院議員は西暦年を6で除算したときの剰余が5と等しい年が任期末である。最近では2004年, 2010年, 2016年, 2022年に改選されている。次の選挙は2028年を予定している。 | 第3部 第3部の上院議員は西暦年を6で除算したときの剰余が5と等しい年が任期末である。最近では2004年, 2010年, 2016年, 2022年に改選されている。次の選挙は2028年を予定している。 |
| # | 氏名 | 所属政党 | 在職期間 | 選挙歴 | 任期 | 議会                                                                               | 任期 | 選挙歴 | 在職期間 | 所属政党 | 氏名 | # |
| 空席 | 空席 | 空席 | 1889年11月2日 – 1889年11月25日 | ノースダコタ州は1889年11月2日に連邦に加盟したが、1889年11月25日まで上院議員を選出せず                                                                                     | 1 | 51                                                                                 | 1 | ノースダコタ州は1889年11月2日に連邦に加盟したが、1889年11月25日まで上院議員を選出せず                                                                                     | 1889年11月2日 – 1889年11月25日 | 空席 | 空席 | 空席 |
| 1 | ライマン・R・ケーシー | 共和党 | 1889年11月25日 – 1893年3月3日 | 1889年選出 再指名に失敗 | 1 | 51                                                                                 | 1 | 1889年選出 再選に失敗 | 1889年11月25日 – 1891年3月3日 | 共和党 | ギルバート・A・ピアース | 1 |
| 1 | ライマン・R・ケーシー | 共和党 | 1889年11月25日 – 1893年3月3日 | 1889年選出 再指名に失敗 | 1 | 52                                                                                 | 2 | 1891年選出 | 1891年3月4日 – 1909年3月3日 | 共和党 | ヘンリー・C・ハンズブロー | 2 |
| 2 | ウィリアム・N・ローチ | 民主党 | 1893年3月4日 – 1899年3月4日 | 1893年選出 再選に失敗 | 2 | 53                                                                                 | 2 | 1891年選出 | 1891年3月4日 – 1909年3月3日 | 共和党 | ヘンリー・C・ハンズブロー | 2 |
| 2 | ウィリアム・N・ローチ | 民主党 | 1893年3月4日 – 1899年3月4日 | 1893年選出 再選に失敗 | 2 | 54                                                                                 | 2 | 1891年選出 | 1891年3月4日 – 1909年3月3日 | 共和党 | ヘンリー・C・ハンズブロー | 2 |
| 2 | ウィリアム・N・ローチ | 民主党 | 1893年3月4日 – 1899年3月4日 | 1893年選出 再選に失敗 | 2 | 55                                                                                 | 3 | 1897年再選 | 1891年3月4日 – 1909年3月3日 | 共和党 | ヘンリー・C・ハンズブロー | 2 |
| 3 | ポーター・J・マッカムバー | 共和党 | 1899年3月4日 – 1923年3月4日 | 1899年1月20日選出 | 3 | 56                                                                                 | 3 | 1897年再選 | 1891年3月4日 – 1909年3月3日 | 共和党 | ヘンリー・C・ハンズブロー | 2 |
| 3 | ポーター・J・マッカムバー | 共和党 | 1899年3月4日 – 1923年3月4日 | 1899年1月20日選出 | 3 | 57                                                                                 | 3 | 1897年再選 | 1891年3月4日 – 1909年3月3日 | 共和党 | ヘンリー・C・ハンズブロー | 2 |
| 3 | ポーター・J・マッカムバー | 共和党 | 1899年3月4日 – 1923年3月4日 | 1899年1月20日選出 | 3 | 58                                                                                 | 4 | 1903年再選 再指名に失敗 | 1891年3月4日 – 1909年3月3日 | 共和党 | ヘンリー・C・ハンズブロー | 2 |
| 3 | ポーター・J・マッカムバー | 共和党 | 1899年3月4日 – 1923年3月4日 | 1905年1月18日再選 | 4 | 59                                                                                 | 4 | 1903年再選 再指名に失敗 | 1891年3月4日 – 1909年3月3日 | 共和党 | ヘンリー・C・ハンズブロー | 2 |
| 3 | ポーター・J・マッカムバー | 共和党 | 1899年3月4日 – 1923年3月4日 | 1905年1月18日再選 | 4 | 60                                                                                 | 4 | 1903年再選 再指名に失敗 | 1891年3月4日 – 1909年3月3日 | 共和党 | ヘンリー・C・ハンズブロー | 2 |
| 3 | ポーター・J・マッカムバー | 共和党 | 1899年3月4日 – 1923年3月4日 | 1905年1月18日再選 | 4 | 61                                                                                 | 5 | 1909年1月19日選出 死去 | 1909年3月4日 – 1909年10月21日 | 共和党 | マーティン・N・ジョンソン | 3 |
| 3 | ポーター・J・マッカムバー | 共和党 | 1899年3月4日 – 1923年3月4日 | 1905年1月18日再選 | 4 | 61                                                                                 | 5 | | 1909年10月21日 – 1909年11月10日 | 空席 | 空席 | 空席 |
| 3 | ポーター・J・マッカムバー | 共和党 | 1899年3月4日 – 1923年3月4日 | 1905年1月18日再選 | 4 | 61                                                                                 | 5 | ジョンソン死去による空席を補充するため任命 辞職 | 1909年11月10日 – 1910年1月21日 | 民主党 | ファウンテン・L・トンプソン | 4 |
| 3 | ポーター・J・マッカムバー | 共和党 | 1899年3月4日 – 1923年3月4日 | 1905年1月18日再選 | 4 | 61                                                                                 | 5 | トンプソン辞職により任命 補欠選挙で敗北 | 1910年2月1日 – 1911年2月1日 | 民主党 | ウィリアム・E・パーセル | 5 |
| 3 | ポーター・J・マッカムバー | 共和党 | 1899年3月4日 – 1923年3月4日 | 1905年1月18日再選 | 4 | 61                                                                                 | 5 | 1911年1月17日ジョンソン死去による補欠選挙で選出されるが, 下院議員辞職まで議員資格を取得せず                                                                               | 1911年2月2日 – 1921年3月3日 | 共和党 | Asle Gronna | 6 |
| 3 | ポーター・J・マッカムバー | 共和党 | 1899年3月4日 – 1923年3月4日 | 1911年再選 | 5 | 62                                                                                 | 5 | 1911年1月17日ジョンソン死去による補欠選挙で選出されるが, 下院議員辞職まで議員資格を取得せず                                                                               | 1911年2月2日 – 1921年3月3日 | 共和党 | Asle Gronna | 6 |
| 3 | ポーター・J・マッカムバー | 共和党 | 1899年3月4日 – 1923年3月4日 | 1911年再選 | 5 | 63                                                                                 | 5 | 1911年1月17日ジョンソン死去による補欠選挙で選出されるが, 下院議員辞職まで議員資格を取得せず                                                                               | 1911年2月2日 – 1921年3月3日 | 共和党 | Asle Gronna | 6 |
| 3 | ポーター・J・マッカムバー | 共和党 | 1899年3月4日 – 1923年3月4日 | 1911年再選 | 5 | 64                                                                                 | 6 | 1914年再選 再指名に失敗 | 1911年2月2日 – 1921年3月3日 | 共和党 | Asle Gronna | 6 |
| 3 | ポーター・J・マッカムバー | 共和党 | 1899年3月4日 – 1923年3月4日 | 1916年再選 再指名に失敗 | 6 | 65                                                                                 | 6 | 1914年再選 再指名に失敗 | 1911年2月2日 – 1921年3月3日 | 共和党 | Asle Gronna | 6 |
| 3 | ポーター・J・マッカムバー | 共和党 | 1899年3月4日 – 1923年3月4日 | 1916年再選 再指名に失敗 | 6 | 66                                                                                 | 6 | 1914年再選 再指名に失敗 | 1911年2月2日 – 1921年3月3日 | 共和党 | Asle Gronna | 6 |
| 3 | ポーター・J・マッカムバー | 共和党 | 1899年3月4日 – 1923年3月4日 | 1916年再選 再指名に失敗 | 6 | 67                                                                                 | 7 | 1920年選出 死去 | 1921年3月4日 – 1925年6月22日 | 共和党 | エドウィン・F・ラッド | 7 |
| 4 | リン・フレイジャー | 共和党 (NPL) | 1923年3月4日 – 1941年1月3日 | 1922年選出 | 7 | 68                                                                                 | 7 | 1920年選出 死去 | 1921年3月4日 – 1925年6月22日 | 共和党 | エドウィン・F・ラッド | 7 |
| 4 | リン・フレイジャー | 共和党 (NPL) | 1923年3月4日 – 1941年1月3日 | 1922年選出 | 7 | 69                                                                                 | 7 | 1920年選出 死去 | 1921年3月4日 – 1925年6月22日 | 共和党 | エドウィン・F・ラッド | 7 |
| 4 | リン・フレイジャー | 共和党 (NPL) | 1923年3月4日 – 1941年1月3日 | 1922年選出 | 7 |                                                                                    | 7 | 1925年6月22日 – 1925年11月4日 | 空席 | 空席 | 空席 | |
| 4 | リン・フレイジャー | 共和党 (NPL) | 1923年3月4日 – 1941年1月3日 | 1922年選出 | 7 | ラッド死去による空席を補充するため任命 1926年6月30日ラッド死去による補欠選挙で選出 | 7 | 1925年11月14日 – 1945年1月3日 | 共和党 | ジェラルド・ナイ | 8 | |
| 4 | リン・フレイジャー | 共和党 (NPL) | 1923年3月4日 – 1941年1月3日 | 1922年選出 | 7 | 70                                                                                 | 8 | 1925年11月14日 – 1945年1月3日 | 共和党 | ジェラルド・ナイ | 8 | 1926年再選 |
| 4 | リン・フレイジャー | 共和党 (NPL) | 1923年3月4日 – 1941年1月3日 | 1928年再選 | 8 | 71                                                                                 | 8 | 1925年11月14日 – 1945年1月3日 | 共和党 | ジェラルド・ナイ | 8 | 1926年再選 |
| 4 | リン・フレイジャー | 共和党 (NPL) | 1923年3月4日 – 1941年1月3日 | 1928年再選 | 8 | 72                                                                                 | 8 | 1925年11月14日 – 1945年1月3日 | 共和党 | ジェラルド・ナイ | 8 | 1926年再選 |
| 4 | リン・フレイジャー | 共和党 (NPL) | 1923年3月4日 – 1941年1月3日 | 1928年再選 | 8 | 73                                                                                 | 9 | 1925年11月14日 – 1945年1月3日 | 共和党 | ジェラルド・ナイ | 8 | 1932年再選 |
| 4 | リン・フレイジャー | 共和党 (NPL) | 1923年3月4日 – 1941年1月3日 | 1934年再選 再指名に失敗 | 9 | 74                                                                                 | 9 | 1925年11月14日 – 1945年1月3日 | 共和党 | ジェラルド・ナイ | 8 | 1932年再選 |
| 4 | リン・フレイジャー | 共和党 (NPL) | 1923年3月4日 – 1941年1月3日 | 1934年再選 再指名に失敗 | 9 | 75                                                                                 | 9 | 1925年11月14日 – 1945年1月3日 | 共和党 | ジェラルド・ナイ | 8 | 1932年再選 |
| 4 | リン・フレイジャー | 共和党 (NPL) | 1923年3月4日 – 1941年1月3日 | 1934年再選 再指名に失敗 | 9 | 76                                                                                 | 10 | 1925年11月14日 – 1945年1月3日 | 共和党 | ジェラルド・ナイ | 8 | 1938年再選 再選に失敗 |
| 5 | ウィリアム・ランガー | 共和党 (NPL) | 1941年1月3日 – 1959年11月8日 | 1940年選出 | 10 | 77                                                                                 | 10 | 1925年11月14日 – 1945年1月3日 | 共和党 | ジェラルド・ナイ | 8 | 1938年再選 再選に失敗 |
| 5 | ウィリアム・ランガー | 共和党 (NPL) | 1941年1月3日 – 1959年11月8日 | 1940年選出 | 10 | 78                                                                                 | 10 | 1925年11月14日 – 1945年1月3日 | 共和党 | ジェラルド・ナイ | 8 | 1938年再選 再選に失敗 |
| 5 | ウィリアム・ランガー | 共和党 (NPL) | 1941年1月3日 – 1959年11月8日 | 1940年選出 | 10 | 79                                                                                 | 11 | 1944年選出 死去 | 1945年1月3日 – 1945年3月3日 | 民主党 | ジョン・モーゼス | 9 |
| 5 | ウィリアム・ランガー | 共和党 (NPL) | 1941年1月3日 – 1959年11月8日 | 1940年選出 | 10 | 79                                                                                 | 11 | | 1945年3月3日 – 1945年3月12日 | 空席 | 空席 | 空席 |
| 5 | ウィリアム・ランガー | 共和党 (NPL) | 1941年1月3日 – 1959年11月8日 | 1940年選出 | 10 | 79                                                                                 | 11 | モーゼス死去による空席を補充するため任命 1946年6月25日モーゼス死去による補欠選挙で選出                                                                                    | 1945年3月12日 – 1981年1月3日 | 共和党 | ミルトン・ヤング | 10 |
| 5 | ウィリアム・ランガー | 共和党 (NPL) | 1941年1月3日 – 1959年11月8日 | 1946年再選 | 11 | 80                                                                                 | 11 | モーゼス死去による空席を補充するため任命 1946年6月25日モーゼス死去による補欠選挙で選出                                                                                    | 1945年3月12日 – 1981年1月3日 | 共和党 | ミルトン・ヤング | 10 |
| 5 | ウィリアム・ランガー | 共和党 (NPL) | 1941年1月3日 – 1959年11月8日 | 1946年再選 | 11 | 81                                                                                 | 11 | モーゼス死去による空席を補充するため任命 1946年6月25日モーゼス死去による補欠選挙で選出                                                                                    | 1945年3月12日 – 1981年1月3日 | 共和党 | ミルトン・ヤング | 10 |
| 5 | ウィリアム・ランガー | 共和党 (NPL) | 1941年1月3日 – 1959年11月8日 | 1946年再選 | 11 | 82                                                                                 | 12 | 1950年再選 | 1945年3月12日 – 1981年1月3日 | 共和党 | ミルトン・ヤング | 10 |
| 5 | ウィリアム・ランガー | 共和党 (NPL) | 1941年1月3日 – 1959年11月8日 | 1952年再選 | 12 | 83                                                                                 | 12 | 1950年再選 | 1945年3月12日 – 1981年1月3日 | 共和党 | ミルトン・ヤング | 10 |
| 5 | ウィリアム・ランガー | 共和党 (NPL) | 1941年1月3日 – 1959年11月8日 | 1952年再選 | 12 | 84                                                                                 | 12 | 1950年再選 | 1945年3月12日 – 1981年1月3日 | 共和党 | ミルトン・ヤング | 10 |
| 5 | ウィリアム・ランガー | 共和党 (NPL) | 1941年1月3日 – 1959年11月8日 | 1952年再選 | 12 | 85                                                                                 | 13 | 1956年再選 | 1945年3月12日 – 1981年1月3日 | 共和党 | ミルトン・ヤング | 10 |
| 5 | ウィリアム・ランガー | 共和党 (NPL) | 1941年1月3日 – 1959年11月8日 | 1958年再選 死去 | 13 | 86                                                                                 | 13 | 1956年再選 | 1945年3月12日 – 1981年1月3日 | 共和党 | ミルトン・ヤング | 10 |
| 空席 | 空席 | 空席 | 1959年1月8日 – 1959年11月19日 | | 13 | 86                                                                                 | 13 | 1956年再選 | 1945年3月12日 – 1981年1月3日 | 共和党 | ミルトン・ヤング | 10 |
| 6 | クラレンス・N・ブランズデール | 共和党 | 1959年11月19日 – 1960年8月7日 | ランガー死去による空席を補充するため任命 後継選出時に引退 | 13 | 86                                                                                 | 13 | 1956年再選 | 1945年3月12日 – 1981年1月3日 | 共和党 | ミルトン・ヤング | 10 |
| 7 | クエンティン・N・バーディック | 民主党 -NPL | 1960年8月8日 – 1992年9月8日 | ランガー死去による補欠選挙で選出 | 13 | 86                                                                                 | 13 | 1956年再選 | 1945年3月12日 – 1981年1月3日 | 共和党 | ミルトン・ヤング | 10 |
| 7 | クエンティン・N・バーディック | 民主党 -NPL | 1960年8月8日 – 1992年9月8日 | ランガー死去による補欠選挙で選出 | 13 | 87                                                                                 | 13 | 1956年再選 | 1945年3月12日 – 1981年1月3日 | 共和党 | ミルトン・ヤング | 10 |
| 7 | クエンティン・N・バーディック | 民主党 -NPL | 1960年8月8日 – 1992年9月8日 | ランガー死去による補欠選挙で選出 | 13 | 88                                                                                 | 14 | 1962年再選 | 1945年3月12日 – 1981年1月3日 | 共和党 | ミルトン・ヤング | 10 |
| 7 | クエンティン・N・バーディック | 民主党 -NPL | 1960年8月8日 – 1992年9月8日 | 1964年再選 | 14 | 89                                                                                 | 14 | 1962年再選 | 1945年3月12日 – 1981年1月3日 | 共和党 | ミルトン・ヤング | 10 |
| 7 | クエンティン・N・バーディック | 民主党 -NPL | 1960年8月8日 – 1992年9月8日 | 1964年再選 | 14 | 90                                                                                 | 14 | 1962年再選 | 1945年3月12日 – 1981年1月3日 | 共和党 | ミルトン・ヤング | 10 |
| 7 | クエンティン・N・バーディック | 民主党 -NPL | 1960年8月8日 – 1992年9月8日 | 1964年再選 | 14 | 91                                                                                 | 15 | 1968年再選 | 1945年3月12日 – 1981年1月3日 | 共和党 | ミルトン・ヤング | 10 |
| 7 | クエンティン・N・バーディック | 民主党 -NPL | 1960年8月8日 – 1992年9月8日 | 1970年再選 | 15 | 92                                                                                 | 15 | 1968年再選 | 1945年3月12日 – 1981年1月3日 | 共和党 | ミルトン・ヤング | 10 |
| 7 | クエンティン・N・バーディック | 民主党 -NPL | 1960年8月8日 – 1992年9月8日 | 1970年再選 | 15 | 93                                                                                 | 15 | 1968年再選 | 1945年3月12日 – 1981年1月3日 | 共和党 | ミルトン・ヤング | 10 |
| 7 | クエンティン・N・バーディック | 民主党 -NPL | 1960年8月8日 – 1992年9月8日 | 1970年再選 | 15 | 94                                                                                 | 16 | 1974年再選 引退 | 1945年3月12日 – 1981年1月3日 | 共和党 | ミルトン・ヤング | 10 |
| 7 | クエンティン・N・バーディック | 民主党 -NPL | 1960年8月8日 – 1992年9月8日 | 1976年再選 | 16 | 95                                                                                 | 16 | 1974年再選 引退 | 1945年3月12日 – 1981年1月3日 | 共和党 | ミルトン・ヤング | 10 |
| 7 | クエンティン・N・バーディック | 民主党 -NPL | 1960年8月8日 – 1992年9月8日 | 1976年再選 | 16 | 96                                                                                 | 16 | 1974年再選 引退 | 1945年3月12日 – 1981年1月3日 | 共和党 | ミルトン・ヤング | 10 |
| 7 | クエンティン・N・バーディック | 民主党 -NPL | 1960年8月8日 – 1992年9月8日 | 1976年再選 | 16 | 97                                                                                 | 17 | 1980年選出 再選に失敗 | 1981年1月3日 – 1987年1月3日 | 共和党 | マーク・アンドリュース | 11 |
| 7 | クエンティン・N・バーディック | 民主党 -NPL | 1960年8月8日 – 1992年9月8日 | 1982年再選 | 17 | 98                                                                                 | 17 | 1980年選出 再選に失敗 | 1981年1月3日 – 1987年1月3日 | 共和党 | マーク・アンドリュース | 11 |
| 7 | クエンティン・N・バーディック | 民主党 -NPL | 1960年8月8日 – 1992年9月8日 | 1982年再選 | 17 | 99                                                                                 | 17 | 1980年選出 再選に失敗 | 1981年1月3日 – 1987年1月3日 | 共和党 | マーク・アンドリュース | 11 |
| 7 | クエンティン・N・バーディック | 民主党 -NPL | 1960年8月8日 – 1992年9月8日 | 1982年再選 | 17 | 100                                                                                | 18 | 1986年選出 引退,第1部の上院議員に選出された際に辞職 | 1987年1月3日 – 1992年12月14日 | 民主党 -NPL | ケント・コンラッド | 12 |
| 7 | クエンティン・N・バーディック | 民主党 -NPL | 1960年8月8日 – 1992年9月8日 | 1988年再選 死去 | 18 | 101                                                                                | 18 | 1986年選出 引退,第1部の上院議員に選出された際に辞職 | 1987年1月3日 – 1992年12月14日 | 民主党 -NPL | ケント・コンラッド | 12 |
| 7 | クエンティン・N・バーディック | 民主党 -NPL | 1960年8月8日 – 1992年9月8日 | 1988年再選 死去 | 18 | 102                                                                                | 18 | 1986年選出 引退,第1部の上院議員に選出された際に辞職 | 1987年1月3日 – 1992年12月14日 | 民主党 -NPL | ケント・コンラッド | 12 |
| 空席 | 空席 | 空席 | 1992年9月8日 – 1992年9月16日 | | 18 |                                                                                    | 18 | 1986年選出 引退,第1部の上院議員に選出された際に辞職 | 1987年1月3日 – 1992年12月14日 | 民主党 -NPL | ケント・コンラッド | 12 |
| 8 | ジョスリン・バーディック | 民主党 -NPL | 1992年9月16日 – 1992年12月14日 | 夫の死去による空席を補充するため任命 後継選出時に引退 | 18 |                                                                                    | 18 | 1986年選出 引退,第1部の上院議員に選出された際に辞職 | 1987年1月3日 – 1992年12月14日 | 民主党 -NPL | ケント・コンラッド | 12 |
| 9 | ケント・コンラッド | 民主党 -NPL | 1992年12月14日 – 2013年1月3日 | バーディック死去による補欠選挙で選出 | 18 | コンラッド辞職により任命。任命時次の任期に選出済。                                 | 18 | 1992年12月15日 – 2011年1月3日 | 民主党 -NPL | バイロン・ドーガン | 13 | |
| 9 | ケント・コンラッド | 民主党 -NPL | 1992年12月14日 – 2013年1月3日 | バーディック死去による補欠選挙で選出 | 18 | 103                                                                                | 19 | 1992年12月15日 – 2011年1月3日 | 民主党 -NPL | バイロン・ドーガン | 13 | 1992年選出 |
| 9 | ケント・コンラッド | 民主党 -NPL | 1992年12月14日 – 2013年1月3日 | 1994年再選 | 19 | 104                                                                                | 19 | 1992年12月15日 – 2011年1月3日 | 民主党 -NPL | バイロン・ドーガン | 13 | 1992年選出 |
| 9 | ケント・コンラッド | 民主党 -NPL | 1992年12月14日 – 2013年1月3日 | 1994年再選 | 19 | 105                                                                                | 19 | 1992年12月15日 – 2011年1月3日 | 民主党 -NPL | バイロン・ドーガン | 13 | 1992年選出 |
| 9 | ケント・コンラッド | 民主党 -NPL | 1992年12月14日 – 2013年1月3日 | 1994年再選 | 19 | 106                                                                                | 20 | 1992年12月15日 – 2011年1月3日 | 民主党 -NPL | バイロン・ドーガン | 13 | 1998年再選 |
| 9 | ケント・コンラッド | 民主党 -NPL | 1992年12月14日 – 2013年1月3日 | 2000年再選 | 20 | 107                                                                                | 20 | 1992年12月15日 – 2011年1月3日 | 民主党 -NPL | バイロン・ドーガン | 13 | 1998年再選 |
| 9 | ケント・コンラッド | 民主党 -NPL | 1992年12月14日 – 2013年1月3日 | 2000年再選 | 20 | 108                                                                                | 20 | 1992年12月15日 – 2011年1月3日 | 民主党 -NPL | バイロン・ドーガン | 13 | 1998年再選 |
| 9 | ケント・コンラッド | 民主党 -NPL | 1992年12月14日 – 2013年1月3日 | 2000年再選 | 20 | 109                                                                                | 21 | 1992年12月15日 – 2011年1月3日 | 民主党 -NPL | バイロン・ドーガン | 13 | 2004年再選 引退 |
| 9 | ケント・コンラッド | 民主党 -NPL | 1992年12月14日 – 2013年1月3日 | 2006年再選 引退 | 21 | 110                                                                                | 21 | 1992年12月15日 – 2011年1月3日 | 民主党 -NPL | バイロン・ドーガン | 13 | 2004年再選 引退 |
| 9 | ケント・コンラッド | 民主党 -NPL | 1992年12月14日 – 2013年1月3日 | 2006年再選 引退 | 21 | 111                                                                                | 21 | 1992年12月15日 – 2011年1月3日 | 民主党 -NPL | バイロン・ドーガン | 13 | 2004年再選 引退 |
| 9 | ケント・コンラッド | 民主党 -NPL | 1992年12月14日 – 2013年1月3日 | 2006年再選 引退 | 21 | 112                                                                                | 22 | 2010年選出 | 2011年1月3日 – 現職 | 共和党 | ジョン・ホーヴェン | 14 |
| 10 | ハイジ・ハイトカンプ | 民主党 -NPL | 2013年1月3日 – 2019年1月3日 | 2012年選出 再選に失敗 | 22 | 113                                                                                | 22 | 2010年選出 | 2011年1月3日 – 現職 | 共和党 | ジョン・ホーヴェン | 14 |
| 10 | ハイジ・ハイトカンプ | 民主党 -NPL | 2013年1月3日 – 2019年1月3日 | 2012年選出 再選に失敗 | 22 | 114                                                                                | 22 | 2010年選出 | 2011年1月3日 – 現職 | 共和党 | ジョン・ホーヴェン | 14 |
| 10 | ハイジ・ハイトカンプ | 民主党 -NPL | 2013年1月3日 – 2019年1月3日 | 2012年選出 再選に失敗 | 22 | 115                                                                                | 39 | 2016年再選 | 2011年1月3日 – 現職 | 共和党 | ジョン・ホーヴェン | 14 |
| 11 | ケビン・クレイマー | 共和党 | 2019年1月3日 – 現職 | 2018年選出 | 23 | 116                                                                                | 39 | 2016年再選 | 2011年1月3日 – 現職 | 共和党 | ジョン・ホーヴェン | 14 |
| 11 | ケビン・クレイマー | 共和党 | 2019年1月3日 – 現職 | 2018年選出 | 23 | 117                                                                                | 39 | 2016年再選 | 2011年1月3日 – 現職 | 共和党 | ジョン・ホーヴェン | 14 |
| 11 | ケビン・クレイマー | 共和党 | 2019年1月3日 – 現職 | 2018年選出 | 23 | 118                                                                                | 24 | 2022年再選 | 2011年1月3日 – 現職 | 共和党 | ジョン・ホーヴェン | 14 |
| 11 | ケビン・クレイマー | 共和党 | 2019年1月3日 – 現職 | 2024年再選 | 24 | 119                                                                                | 24 | 2022年再選 | 2011年1月3日 – 現職 | 共和党 | ジョン・ホーヴェン | 14 |
| 11 | ケビン・クレイマー | 共和党 | 2019年1月3日 – 現職 | 2024年再選 | 24 | 120                                                                                | 24 | 2022年再選 | 2011年1月3日 – 現職 | 共和党 | ジョン・ホーヴェン | 14 |
| 11 | ケビン・クレイマー | 共和党 | 2019年1月3日 – 現職 | 2024年再選 | 24 | 121                                                                                | 25 | 2028年改選予定 | 2028年改選予定 | 2028年改選予定 | 2028年改選予定 | 2028年改選予定 |
| # | 氏名 | 所属政党 | 在職期間 | 選挙歴 | 任 期 |                                                                                    | 任 期 | 選挙歴 | 在職期間 | 所属政党 | 氏名 | # |
| 第1部 | 第1部 | 第1部 | 第1部 | 第1部 | 第1部 | 第3部                                                                              | 第3部 | 第3部 | 第3部 | 第3部 | 第3部 | |